# Хамзаев, Ахмед Русланович
Ахмед Русланович Хамзаев (род. 19 октября 1999 года) — российский боец смешанных единоборств, представитель наилегчайшей весовой категории. Выступает на профессиональном уровне с 2016 года, известен по участию в турнирах престижной бойцовской организации ACA.

## Спортивные достижения
- Чемпионат Чеченской Республики по ММА в весе до 57 кг (16-17 лет) — ;
- Чемпионат России по панкратиону (2016) — ;
- Чемпионат СКФО по панкратиону (Черкесск 2019) — [1][2][3].

## Статистика ММА
| Боёв 10  | Побед 9 | Поражений 1 |
| -------- | ------- | ----------- |
| Нокаутом | 6       | 0           |
| Сдачей   | 1       | 0           |
| Решением | 2       | 1           |

| Результат | Рекорд | Соперник              | Способ                                          | Турнир                                  | Дата             | Раунд | Время | Место             | Примечание        |
| --------- | ------ | --------------------- | ----------------------------------------------- | --------------------------------------- | ---------------- | ----- | ----- | ----------------- | ----------------- |
| Победа    | 9-1    | Дмитрий Костюченко    | Техническим нокаутом (отказ от продолжения боя) | ACA 163: Мамашов - Колодко              | 22 сентября 2023 | 3     | 0:15  | Минск, Белоруссия |                   |
| Поражение | 8-1    | Тойчубек Уулу Данияр  | Решением (единогласным)                         | ACA 153: Омаров - Рафаэль               | 9 марта 2023     | 3     | 5:00  | Москва, Россия    |                   |
| Победа    | 8-0    | Магомедгаджи Вагабов  | Техническим нокаутом (удары)                    | ACA YE 26 - ACA Young Eagles 26         | 31 марта 2022    | 1     | 1:30  | Толстой-Юрт       |                   |
| Победа    | 7-0    | Шабдан Сарыков        | Решением (раздельным)                           | ACA YE 22 ACA Young Eagles 22           | 12 ноября 2021   | 3     | 5:00  | Толстой-Юрт       |                   |
| Победа    | 6-0    | Кубанычбек Уулу Ариет | Техническим нокаутом (удары)                    | ACA Young Eagles 18                     | 12 апреля 2021   | 1     | 2:04  | Толстой-Юрт       |                   |
| Победа    | 5-0    | Хофизжон Курбонов     | Техническим нокаутом (удары)                    | ACA YE 15 ACA Young Eagles              | 19 декабря 2020  | 2     | 1:19  | Толстой-Юрт       |                   |
| Победа    | 4-0    | Керам Козбаев         | Техническим нокаутом (удары)                    | ACA YE 13 ACA Young Eagles              | 13 октября 2020  | 1     | 1:36  | Толстой-Юрт       |                   |
| Победа    | 3-0    | Абдулазиз Шарипов     | Решением (единогласным)                         | King of Warriors MMA King of Warriors 2 | 7 сентября 2019  | 3     | 5:00  | Георгиевск        |                   |
| Победа    | 2-0    | Магомед Магомедов     | Сабмишном (удушение гильотиной)                 | PLP - Professional League Pankration 2  | 16 сентября 2018 | 1     | 1:05  | Грозный           |                   |
| Победа    | 1-0    | Алихан Магомадов      | Техническим нокаутом (удары)                    | Terek Battle Terek Battle 2             | 17 августа 2016  | 1     | 0:37  | Шелковская        | Дебют в проф. ММА |